# El Factor X: La batalla de las estrellas
El Factor X: La batalla de las estrellas es un show de televisión colombiano, cuyo objetivo se centra en encontrar al mejor talento para el canto entre un grupo de participantes conformado por celebridades y figuras reconocidas en el ámbito del espectáculo nacional. Hasta el momento, se ha producido una sola temporada, la cual inició sus emisiones el 22 de agosto de 2006 y culminó a finales del mismo año, siendo transmitida por el Canal RCN.
El premio monetario recibido por el ganador es donado a la caridad, en beneficio de diversas obras de carácter social. El show es conducido por la presentadora Andrea Serna, con comentarios en backstage de Cony Camelo, mientras que el panel de jurados está integrado por José Gaviria, Marbelle y Juan Carlos Coronel.
Los índices de audiencia durante la primera edición fueron aceptables, alcanzando un promedio de 10,0 puntos de rating en personas, y posicionándose como el décimo programa más visto de su año.

## Equipo del programa

### Jueces
| Jurado              | Descripción                              | Estilo musical              |
| ------------------- | ---------------------------------------- | --------------------------- |
| José Gaviria        | Productor, cantante y compositor         | Rock, Pop, Balada romántica |
| Marbelle            | Cantante y actriz                        | Tecnocarrilera              |
| Juan Carlos Coronel | Cantante, compositor y productor musical | Salsa, Bolero, Tropical     |

### Presentadores
| Presentador(a) | Descripción                                            | Rol       |
| -------------- | ------------------------------------------------------ | --------- |
| Andrea Serna   | Presentadora de televisión, locutora de radio y modelo | Principal |
| Cony Camelo    | Actriz, cantante y presentadora                        | Backstage |

## Resumen
Perteneciente a la categoría "Mujeres" 

     Perteneciente a la categoría de "Hombres" 

     Perteneciente a la categoría "Grupos" 
| Inicio               | Final                   | Ganador(a)         | Segundo lugar | Mentor ganador | Presentador(a) | Presentador(a) en backstage | Jurados                                   | Audiencia (personas) |
| -------------------- | ----------------------- | ------------------ | ------------- | -------------- | -------------- | --------------------------- | ----------------------------------------- | -------------------- |
| 22 de agosto de 2006 | 24 de noviembre de 2006 | Luz Amparo Álvarez | El Cocuyo     | José Gaviria   | Andrea Serna   | Cony Camelo                 | José Gaviria Marbelle Juan Carlos Coronel | 10.0                 |

#### Categorías
| José Gaviria       | Marbelle                | Juan Carlos Coronel                                                 |
| Mujeres            | Hombres                 | Grupos                                                              |
| ------------------ | ----------------------- | ------------------------------------------------------------------- |
| Luz Amparo Álvarez | Jota Mario Valencia (†) | Juan y Andrés (Juan Manuel Lenis y Andrés Sandoval)                 |
| Yaneth Waldman     | Marcelo Cezán           | Los Intocables (Carlos Giraldo, Diva Jessurum y "La Negra Candela") |
| Lady Noriega       | Lucas Velázquez         | Fusión (Andrea Nocetti, Omar Murillo y Natalia Peralta)             |
| Amalín de Hazbún   | Carlos Calero           | Olé (Martha Restrepo y Juan Rafael Restrepo)                        |
| Valerie Domínguez  | "Paché" Andrade         | El Cocuyo (Salpicón y Guillermo Díaz Salamanca)                     |

#### Resultados generales
| Orden | Concursantes   | Semanas de concurso | Semanas de concurso | Semanas de concurso | Semanas de concurso | Semanas de concurso | Semanas de concurso | Semanas de concurso | Semanas de concurso | Semanas de concurso | Semanas de concurso | Semanas de concurso | Semanas de concurso | Semanas de concurso | Semanas de concurso |
| Orden | Concursantes   | 1                   | 2                   | 3                   | 4                   | 5                   | 6                   | 7                   | 8                   | 9                   | 10                  | 11                  | 12                  | 13                  | Final               |
| ----- | -------------- | ------------------- | ------------------- | ------------------- | ------------------- | ------------------- | ------------------- | ------------------- | ------------------- | ------------------- | ------------------- | ------------------- | ------------------- | ------------------- | ------------------- |
| 1     | Amparo         | Salvado             | Salvado             | Salvado             | Salvado             | Salvado             | Salvado             | Salvado             | Salvado             | Salvado             | Salvado             | Salvado             | Salvado             | Salvado             | Ganador             |
| 2     | El Cocuyo      | Salvado             | Salvado             | Salvado             | Salvado             | Salvado             | Salvado             | Salvado             | Salvado             | Salvado             | Salvado             | Salvado             | Salvado             | Salvado             | Finalista           |
| 3     | Paché          | Salvado             | Salvado             | Salvado             | Salvado             | Salvado             | Salvado             | Salvado             | Salvado             | Salvado             | Salvado             | Salvado             | Salvado             | Eliminado           |                     |
| 4     | Yaneth         | Salvado             | Salvado             | Salvado             | Salvado             | Riesgo              | Salvado             | Salvado             | Riesgo              | Salvado             | Salvado             | Riesgo              | Eliminado           |                     |                     |
| 5     | Calero         | Salvado             | Salvado             | Salvado             | Riesgo              | Salvado             | Salvado             | Riesgo              | Salvado             | Riesgo              | Riesgo              | Eliminado           |                     |                     |                     |
| 6     | Jota Mario     | Salvado             | Salvado             | Salvado             | Salvado             | Salvado             | Salvado             | Salvado             | Salvado             | Salvado             | Eliminado           |                     |                     |                     |                     |
| 7     | Lucas          | Salvado             | Salvado             | Riesgo              | Salvado             | Salvado             | Salvado             | Salvado             | Salvado             | Eliminado           |                     |                     |                     |                     |                     |
| 8     | Valerie        | Salvado             | Salvado             | Salvado             | Salvado             | Salvado             | Riesgo              | Salvado             | Eliminado           |                     |                     |                     |                     |                     |                     |
| 9     | Olé            | Salvado             | Salvado             | Salvado             | Salvado             | Salvado             | Salvado             | Eliminado           |                     |                     |                     |                     |                     |                     |                     |
| 10    | Fusión         | Salvado             | Salvado             | Salvado             | Salvado             | Salvado             | Eliminado           |                     |                     |                     |                     |                     |                     |                     |                     |
| 11    | Marcelo        | Salvado             | Salvado             | Salvado             | Salvado             | Eliminado           |                     |                     |                     |                     |                     |                     |                     |                     |                     |
| 12    | Juan y Andrés  | Salvado             | Riesgo              | Salvado             | Eliminado           |                     |                     |                     |                     |                     |                     |                     |                     |                     |                     |
| 13    | Amalín         | Salvado             | Salvado             | Eliminado           |                     |                     |                     |                     |                     |                     |                     |                     |                     |                     |                     |
| 14    | Los Intocables | Riesgo              | Eliminado           |                     |                     |                     |                     |                     |                     |                     |                     |                     |                     |                     |                     |
| 15    | Lady           | Eliminado           |                     |                     |                     |                     |                     |                     |                     |                     |                     |                     |                     |                     |                     |

Clave de color
     Concursante ganador.
     Concursante finalista.
     Concursante salvado.
     Concursante con riesgo de salir.
     Concursante eliminado.